# Larry Evans
Larry Melvyn Evans (23 de març de 1932 - 15 de novembre de 2010), fou un jugador i periodista d'escacs estatunidenc, que ostentà el títol de Gran Mestre des de 1957. Anteriorment havia obtingut el títol de Mestre Internacional de la FIDE, el 1952, i el 1956 el Ministeri de l'exterior dels Estats Units l'havia nomenat «ambaixador dels escacs».
Va guanyar cinc cops el Campionat dels EUA, i quatre cops el Campionat Obert dels EUA. Va mantenir amb molt èxit durant anys una columna d'escacs publicada per molts diaris estatunidencs, i va escriure o coescriure més de vint llibres d'escacs.
Va morir a l'hospital Washoe de Reno a l'estat de Nevada, a causa de complicacions sorgides després d'una operació de vesícula.
L'octubre de 1968 va obtenir amb 2631 punts a la classificació de la federació dels Estats Units el seu Elo més alt.
|  |

## Biografia i resultats destacats en competició

### Els primers anys
Evans va néixer a Manhattan i va aprendre molt sobre els escacs jugant partides a deu cèntims l'hora al carrer 42 de Nova York. Aviat va esdevenir una estrella emergent. Als catorze anys, va empatar per la 4a-5a plaça al campionat del Marshall Chess Club. L'any següent el va guanyar en solitari, i així va ser el campió del Marshall més jove fins ara. També va acabar empatat a la segona posició del Campionat juvenil dels Estats Units, cosa que el va portar a aparèixer al número de setembre de 1947 de la revista Chess Review. Als setze anys, va participar en l'edició de 1948 del Campionat absolut dels EUA, per primer cop, i hi empatà a la vuitena plaça amb 11½–7½. El 1949, Evans va empatar amb Arthur Bisguier pel primer lloc al Campionat juvenil dels Estats Units. El 1948, amb divuit anys havia guanyat el campionat de l'Estat de Nova York així com una medalla d'or a l'Olimpíada d'escacs de Dubrovnik 1950. En aquesta Olimpíada, la seva puntuació del 90% (vuit victòries i dues taules) al sisè tauler, li va permetre empatar amb el iugoslau Rabar pel millor resultat de tots els participants.

### Campió dels Estats Units
El 1951, va guanyar el seu primer Campionat dels Estats Units per davant de Samuel Reshevsky (qui havia empatat als llocs tercer-quart al Torneig-matx pel Campionat del món de 1948. Evans guanyà un segon campionat nacional l'any següent tot guanyant un matx pel títol contra Herman Steiner. Va guanyar el campionat nacional tres vegades més – els anys 1962, 1968 i 1980, aquest últim empatat amb Walter Browne i Larry Christiansen.
Evans va realitzar bones actuacions a torneigs als Estats Units durant els anys 1960 i els anys 1970 però els seus viatges a competicions internacionals van ser infreqüents i menys satisfactoris. Va guanyar el Campionat obert d'escacs dels Estats Units els anys 1951, 1952, 1954 (empatat amb Artur Pomar però va guanyar el títol en el desempat) i empatat amb Walter Browne el 1971. A més, va guanyar el primer Torneig de Lone Pine el 1971 i va representar els Estats Units en set Olimpíades d'escacs en un període de vint anys, guanyant una medalla d'or i una de plata per taulers i el 1966 una medalla de plata per equips.
Els seus millors resultats fora del seu país inclouen dues victòries al Campionat obert del Canadà el 1956 a Mont-real i el 1966 a Kingston (Ontario). Va acabar primer al Torneig Internacional de Portimão (Portugal) el 1975 i empatà als llocs segon-tercer al Campió del món Tigran Petrossian, per darrere de Jan Hein Donner a Venècia el 1967.
Malgrat aquests èxits, el seu primer i únic intent d'assalt al Campionat del món d'escacs va acabar en una decebedora 14a plaça al Torneig Interzonal d'Amsterdam de 1964. Mai va tornar a participar en campionat del món, i va concentrar els seus esforços a ajudar el seu compatriota Bobby Fischer en la seva carrera pel títol mundial. Va ser el segon entrenador de Fischer al Torneig de Candidats que el va portar a disputar el Campionat del món de 1972 contra Borís Spasski, tot i que no en el matx final pel títol, després d'una desavinença amb Fischer.

### Participació en olimpíades d'escacs
Va participar, representant els Estats Units, en vuit Olimpíades d'escacs en un període de vint-i-sis anys, tot guanyant una medalla d'or (1950), una d'argent (1958), i una de bronze (1976) pel seu joc, i participant a més a més en les medalles per equips d'or (1976) i plata (1966).

## Periodista d'escacs
Evans sempre s'havia interessat a escriure sobre escacs, a banda de jugar-hi, i abans dels divuit anys ja havia publicat David Bronstein's Best Games of Chess, 1944–1949 i el Vienna International Tournament, 1922. Al llarg de la seva carrera ha escrit més de cinquanta llibres. El 1958 la seva obra New Ideas in Chess va ser molt influent en els escaquistes dels anys 1950 i els anys 1960 i van ser un èxit comercial.
Altres llibres ben rebuts pel públic foren Modern Chess Brilliancies (1970), What's The Best Move (1973) i Test Your Chess I.Q. (2001). Va revisar la 10a edició de Modern Chess Openings (1965), amb l'editor Walter Korn. També va fer una significativa contribució al llibre My 60 Memorable Games de Bobby Fischer (1969), escrivint les introduccions a cadascuna de les 60 partides i esperonant en Fischer per publicar-les, tot i que aquest no n'estava massa convençut.
Durant els anys 1960 Evans va desenvolupar una molt satisfactòria carrera com a periodista escaquístic i va ajudar a fundar l'American Chess Quarterly, una revista que es va publicar entre 1961-65. Va ser editor de Chess Digest durant els anys 1960 i els anys 1970 i continuà fins al final de la seva vida escrivint regularment per Chess Life, la publicació oficial de la Federació d'Escacs dels Estats Units i per Chess Life Online. La seva columna, en què responia preguntes populars, fou llegida per més de 250.000 seguidors cada mes durant trenta anys, però va ser eliminada el 2006 com a part d'un nou gir editorial de la revista. La seva columna setmanal, Evans en Escacs, va aparèixer en més de cinquanta diaris dels Estats Units. També escrivia una columna per a la revista World Chess Network.
Evans també va comentar alguns dels més importants matxs d'escacs per a la revista Time i per a ABC's Wide World of Sports, inclòs el matx de 1972 entre Fischer i Spasski, el Campionat del món de la PCA de 1993 entre Garri Kaspàrov i Nigel Short i el matx pel Campionat del món de 2000 (Braingames) entre Vladímir Kràmnik i Garri Kaspàrov.
Va produir una gran quantitat de material tutorial per la sèrie de jocs d'ordinador Chessmaster, especialment sobre finals i comentaris de partides classiques. Les seves contribucions al periodisme i a la literatura escaquística li varen permetre d'obtenir diversos premis, inclòs el Chess Journalist of the Year de la USCF el 2000. El seu nom va entrar al U.S. Chess Hall of Fame el 1994.
L'historiador dels escacs Edward Winter ha criticat el treball d'Evans per ser deshonest, i amb ridículs errors; de tota manera, aquestes acusacions, sovint basades en errors tipogràfics o errors irrellevants, foren denunciades per Larry Parr i d'altres.
La següent partida, contra el futur Gran Mestre Abe Yanofsky, qui era conegut per haver guanyat un premi de bellesa contra Botvínnik a Groningen l'any anterior, significà la primera victòria d'Evans contra un jugador destacat:
|   | a | b | c | d | e | f | g | h |   |
| 8 | c8 negres rei · b7 negres peó · c7 negres peó · f7 negres peó · g7 negres peó · h7 negres peó · e6 negres peó · b5 blanques peó · h5 negres dama · f4 negres cavall · a3 blanques peó · c3 blanques cavall · d3 negres torre · f3 blanques peó · h3 blanques peó · b2 blanques peó · c2 blanques dama · g2 blanques peó · h2 blanques rei · g1 blanques torre | c8 negres rei · b7 negres peó · c7 negres peó · f7 negres peó · g7 negres peó · h7 negres peó · e6 negres peó · b5 blanques peó · h5 negres dama · f4 negres cavall · a3 blanques peó · c3 blanques cavall · d3 negres torre · f3 blanques peó · h3 blanques peó · b2 blanques peó · c2 blanques dama · g2 blanques peó · h2 blanques rei · g1 blanques torre | c8 negres rei · b7 negres peó · c7 negres peó · f7 negres peó · g7 negres peó · h7 negres peó · e6 negres peó · b5 blanques peó · h5 negres dama · f4 negres cavall · a3 blanques peó · c3 blanques cavall · d3 negres torre · f3 blanques peó · h3 blanques peó · b2 blanques peó · c2 blanques dama · g2 blanques peó · h2 blanques rei · g1 blanques torre | c8 negres rei · b7 negres peó · c7 negres peó · f7 negres peó · g7 negres peó · h7 negres peó · e6 negres peó · b5 blanques peó · h5 negres dama · f4 negres cavall · a3 blanques peó · c3 blanques cavall · d3 negres torre · f3 blanques peó · h3 blanques peó · b2 blanques peó · c2 blanques dama · g2 blanques peó · h2 blanques rei · g1 blanques torre | c8 negres rei · b7 negres peó · c7 negres peó · f7 negres peó · g7 negres peó · h7 negres peó · e6 negres peó · b5 blanques peó · h5 negres dama · f4 negres cavall · a3 blanques peó · c3 blanques cavall · d3 negres torre · f3 blanques peó · h3 blanques peó · b2 blanques peó · c2 blanques dama · g2 blanques peó · h2 blanques rei · g1 blanques torre | c8 negres rei · b7 negres peó · c7 negres peó · f7 negres peó · g7 negres peó · h7 negres peó · e6 negres peó · b5 blanques peó · h5 negres dama · f4 negres cavall · a3 blanques peó · c3 blanques cavall · d3 negres torre · f3 blanques peó · h3 blanques peó · b2 blanques peó · c2 blanques dama · g2 blanques peó · h2 blanques rei · g1 blanques torre | c8 negres rei · b7 negres peó · c7 negres peó · f7 negres peó · g7 negres peó · h7 negres peó · e6 negres peó · b5 blanques peó · h5 negres dama · f4 negres cavall · a3 blanques peó · c3 blanques cavall · d3 negres torre · f3 blanques peó · h3 blanques peó · b2 blanques peó · c2 blanques dama · g2 blanques peó · h2 blanques rei · g1 blanques torre | c8 negres rei · b7 negres peó · c7 negres peó · f7 negres peó · g7 negres peó · h7 negres peó · e6 negres peó · b5 blanques peó · h5 negres dama · f4 negres cavall · a3 blanques peó · c3 blanques cavall · d3 negres torre · f3 blanques peó · h3 blanques peó · b2 blanques peó · c2 blanques dama · g2 blanques peó · h2 blanques rei · g1 blanques torre | 8 |
| 7 | c8 negres rei · b7 negres peó · c7 negres peó · f7 negres peó · g7 negres peó · h7 negres peó · e6 negres peó · b5 blanques peó · h5 negres dama · f4 negres cavall · a3 blanques peó · c3 blanques cavall · d3 negres torre · f3 blanques peó · h3 blanques peó · b2 blanques peó · c2 blanques dama · g2 blanques peó · h2 blanques rei · g1 blanques torre | c8 negres rei · b7 negres peó · c7 negres peó · f7 negres peó · g7 negres peó · h7 negres peó · e6 negres peó · b5 blanques peó · h5 negres dama · f4 negres cavall · a3 blanques peó · c3 blanques cavall · d3 negres torre · f3 blanques peó · h3 blanques peó · b2 blanques peó · c2 blanques dama · g2 blanques peó · h2 blanques rei · g1 blanques torre | c8 negres rei · b7 negres peó · c7 negres peó · f7 negres peó · g7 negres peó · h7 negres peó · e6 negres peó · b5 blanques peó · h5 negres dama · f4 negres cavall · a3 blanques peó · c3 blanques cavall · d3 negres torre · f3 blanques peó · h3 blanques peó · b2 blanques peó · c2 blanques dama · g2 blanques peó · h2 blanques rei · g1 blanques torre | c8 negres rei · b7 negres peó · c7 negres peó · f7 negres peó · g7 negres peó · h7 negres peó · e6 negres peó · b5 blanques peó · h5 negres dama · f4 negres cavall · a3 blanques peó · c3 blanques cavall · d3 negres torre · f3 blanques peó · h3 blanques peó · b2 blanques peó · c2 blanques dama · g2 blanques peó · h2 blanques rei · g1 blanques torre | c8 negres rei · b7 negres peó · c7 negres peó · f7 negres peó · g7 negres peó · h7 negres peó · e6 negres peó · b5 blanques peó · h5 negres dama · f4 negres cavall · a3 blanques peó · c3 blanques cavall · d3 negres torre · f3 blanques peó · h3 blanques peó · b2 blanques peó · c2 blanques dama · g2 blanques peó · h2 blanques rei · g1 blanques torre | c8 negres rei · b7 negres peó · c7 negres peó · f7 negres peó · g7 negres peó · h7 negres peó · e6 negres peó · b5 blanques peó · h5 negres dama · f4 negres cavall · a3 blanques peó · c3 blanques cavall · d3 negres torre · f3 blanques peó · h3 blanques peó · b2 blanques peó · c2 blanques dama · g2 blanques peó · h2 blanques rei · g1 blanques torre | c8 negres rei · b7 negres peó · c7 negres peó · f7 negres peó · g7 negres peó · h7 negres peó · e6 negres peó · b5 blanques peó · h5 negres dama · f4 negres cavall · a3 blanques peó · c3 blanques cavall · d3 negres torre · f3 blanques peó · h3 blanques peó · b2 blanques peó · c2 blanques dama · g2 blanques peó · h2 blanques rei · g1 blanques torre | c8 negres rei · b7 negres peó · c7 negres peó · f7 negres peó · g7 negres peó · h7 negres peó · e6 negres peó · b5 blanques peó · h5 negres dama · f4 negres cavall · a3 blanques peó · c3 blanques cavall · d3 negres torre · f3 blanques peó · h3 blanques peó · b2 blanques peó · c2 blanques dama · g2 blanques peó · h2 blanques rei · g1 blanques torre | 7 |
| 6 | c8 negres rei · b7 negres peó · c7 negres peó · f7 negres peó · g7 negres peó · h7 negres peó · e6 negres peó · b5 blanques peó · h5 negres dama · f4 negres cavall · a3 blanques peó · c3 blanques cavall · d3 negres torre · f3 blanques peó · h3 blanques peó · b2 blanques peó · c2 blanques dama · g2 blanques peó · h2 blanques rei · g1 blanques torre | c8 negres rei · b7 negres peó · c7 negres peó · f7 negres peó · g7 negres peó · h7 negres peó · e6 negres peó · b5 blanques peó · h5 negres dama · f4 negres cavall · a3 blanques peó · c3 blanques cavall · d3 negres torre · f3 blanques peó · h3 blanques peó · b2 blanques peó · c2 blanques dama · g2 blanques peó · h2 blanques rei · g1 blanques torre | c8 negres rei · b7 negres peó · c7 negres peó · f7 negres peó · g7 negres peó · h7 negres peó · e6 negres peó · b5 blanques peó · h5 negres dama · f4 negres cavall · a3 blanques peó · c3 blanques cavall · d3 negres torre · f3 blanques peó · h3 blanques peó · b2 blanques peó · c2 blanques dama · g2 blanques peó · h2 blanques rei · g1 blanques torre | c8 negres rei · b7 negres peó · c7 negres peó · f7 negres peó · g7 negres peó · h7 negres peó · e6 negres peó · b5 blanques peó · h5 negres dama · f4 negres cavall · a3 blanques peó · c3 blanques cavall · d3 negres torre · f3 blanques peó · h3 blanques peó · b2 blanques peó · c2 blanques dama · g2 blanques peó · h2 blanques rei · g1 blanques torre | c8 negres rei · b7 negres peó · c7 negres peó · f7 negres peó · g7 negres peó · h7 negres peó · e6 negres peó · b5 blanques peó · h5 negres dama · f4 negres cavall · a3 blanques peó · c3 blanques cavall · d3 negres torre · f3 blanques peó · h3 blanques peó · b2 blanques peó · c2 blanques dama · g2 blanques peó · h2 blanques rei · g1 blanques torre | c8 negres rei · b7 negres peó · c7 negres peó · f7 negres peó · g7 negres peó · h7 negres peó · e6 negres peó · b5 blanques peó · h5 negres dama · f4 negres cavall · a3 blanques peó · c3 blanques cavall · d3 negres torre · f3 blanques peó · h3 blanques peó · b2 blanques peó · c2 blanques dama · g2 blanques peó · h2 blanques rei · g1 blanques torre | c8 negres rei · b7 negres peó · c7 negres peó · f7 negres peó · g7 negres peó · h7 negres peó · e6 negres peó · b5 blanques peó · h5 negres dama · f4 negres cavall · a3 blanques peó · c3 blanques cavall · d3 negres torre · f3 blanques peó · h3 blanques peó · b2 blanques peó · c2 blanques dama · g2 blanques peó · h2 blanques rei · g1 blanques torre | c8 negres rei · b7 negres peó · c7 negres peó · f7 negres peó · g7 negres peó · h7 negres peó · e6 negres peó · b5 blanques peó · h5 negres dama · f4 negres cavall · a3 blanques peó · c3 blanques cavall · d3 negres torre · f3 blanques peó · h3 blanques peó · b2 blanques peó · c2 blanques dama · g2 blanques peó · h2 blanques rei · g1 blanques torre | 6 |
| 5 | c8 negres rei · b7 negres peó · c7 negres peó · f7 negres peó · g7 negres peó · h7 negres peó · e6 negres peó · b5 blanques peó · h5 negres dama · f4 negres cavall · a3 blanques peó · c3 blanques cavall · d3 negres torre · f3 blanques peó · h3 blanques peó · b2 blanques peó · c2 blanques dama · g2 blanques peó · h2 blanques rei · g1 blanques torre | c8 negres rei · b7 negres peó · c7 negres peó · f7 negres peó · g7 negres peó · h7 negres peó · e6 negres peó · b5 blanques peó · h5 negres dama · f4 negres cavall · a3 blanques peó · c3 blanques cavall · d3 negres torre · f3 blanques peó · h3 blanques peó · b2 blanques peó · c2 blanques dama · g2 blanques peó · h2 blanques rei · g1 blanques torre | c8 negres rei · b7 negres peó · c7 negres peó · f7 negres peó · g7 negres peó · h7 negres peó · e6 negres peó · b5 blanques peó · h5 negres dama · f4 negres cavall · a3 blanques peó · c3 blanques cavall · d3 negres torre · f3 blanques peó · h3 blanques peó · b2 blanques peó · c2 blanques dama · g2 blanques peó · h2 blanques rei · g1 blanques torre | c8 negres rei · b7 negres peó · c7 negres peó · f7 negres peó · g7 negres peó · h7 negres peó · e6 negres peó · b5 blanques peó · h5 negres dama · f4 negres cavall · a3 blanques peó · c3 blanques cavall · d3 negres torre · f3 blanques peó · h3 blanques peó · b2 blanques peó · c2 blanques dama · g2 blanques peó · h2 blanques rei · g1 blanques torre | c8 negres rei · b7 negres peó · c7 negres peó · f7 negres peó · g7 negres peó · h7 negres peó · e6 negres peó · b5 blanques peó · h5 negres dama · f4 negres cavall · a3 blanques peó · c3 blanques cavall · d3 negres torre · f3 blanques peó · h3 blanques peó · b2 blanques peó · c2 blanques dama · g2 blanques peó · h2 blanques rei · g1 blanques torre | c8 negres rei · b7 negres peó · c7 negres peó · f7 negres peó · g7 negres peó · h7 negres peó · e6 negres peó · b5 blanques peó · h5 negres dama · f4 negres cavall · a3 blanques peó · c3 blanques cavall · d3 negres torre · f3 blanques peó · h3 blanques peó · b2 blanques peó · c2 blanques dama · g2 blanques peó · h2 blanques rei · g1 blanques torre | c8 negres rei · b7 negres peó · c7 negres peó · f7 negres peó · g7 negres peó · h7 negres peó · e6 negres peó · b5 blanques peó · h5 negres dama · f4 negres cavall · a3 blanques peó · c3 blanques cavall · d3 negres torre · f3 blanques peó · h3 blanques peó · b2 blanques peó · c2 blanques dama · g2 blanques peó · h2 blanques rei · g1 blanques torre | c8 negres rei · b7 negres peó · c7 negres peó · f7 negres peó · g7 negres peó · h7 negres peó · e6 negres peó · b5 blanques peó · h5 negres dama · f4 negres cavall · a3 blanques peó · c3 blanques cavall · d3 negres torre · f3 blanques peó · h3 blanques peó · b2 blanques peó · c2 blanques dama · g2 blanques peó · h2 blanques rei · g1 blanques torre | 5 |
| 4 | c8 negres rei · b7 negres peó · c7 negres peó · f7 negres peó · g7 negres peó · h7 negres peó · e6 negres peó · b5 blanques peó · h5 negres dama · f4 negres cavall · a3 blanques peó · c3 blanques cavall · d3 negres torre · f3 blanques peó · h3 blanques peó · b2 blanques peó · c2 blanques dama · g2 blanques peó · h2 blanques rei · g1 blanques torre | c8 negres rei · b7 negres peó · c7 negres peó · f7 negres peó · g7 negres peó · h7 negres peó · e6 negres peó · b5 blanques peó · h5 negres dama · f4 negres cavall · a3 blanques peó · c3 blanques cavall · d3 negres torre · f3 blanques peó · h3 blanques peó · b2 blanques peó · c2 blanques dama · g2 blanques peó · h2 blanques rei · g1 blanques torre | c8 negres rei · b7 negres peó · c7 negres peó · f7 negres peó · g7 negres peó · h7 negres peó · e6 negres peó · b5 blanques peó · h5 negres dama · f4 negres cavall · a3 blanques peó · c3 blanques cavall · d3 negres torre · f3 blanques peó · h3 blanques peó · b2 blanques peó · c2 blanques dama · g2 blanques peó · h2 blanques rei · g1 blanques torre | c8 negres rei · b7 negres peó · c7 negres peó · f7 negres peó · g7 negres peó · h7 negres peó · e6 negres peó · b5 blanques peó · h5 negres dama · f4 negres cavall · a3 blanques peó · c3 blanques cavall · d3 negres torre · f3 blanques peó · h3 blanques peó · b2 blanques peó · c2 blanques dama · g2 blanques peó · h2 blanques rei · g1 blanques torre | c8 negres rei · b7 negres peó · c7 negres peó · f7 negres peó · g7 negres peó · h7 negres peó · e6 negres peó · b5 blanques peó · h5 negres dama · f4 negres cavall · a3 blanques peó · c3 blanques cavall · d3 negres torre · f3 blanques peó · h3 blanques peó · b2 blanques peó · c2 blanques dama · g2 blanques peó · h2 blanques rei · g1 blanques torre | c8 negres rei · b7 negres peó · c7 negres peó · f7 negres peó · g7 negres peó · h7 negres peó · e6 negres peó · b5 blanques peó · h5 negres dama · f4 negres cavall · a3 blanques peó · c3 blanques cavall · d3 negres torre · f3 blanques peó · h3 blanques peó · b2 blanques peó · c2 blanques dama · g2 blanques peó · h2 blanques rei · g1 blanques torre | c8 negres rei · b7 negres peó · c7 negres peó · f7 negres peó · g7 negres peó · h7 negres peó · e6 negres peó · b5 blanques peó · h5 negres dama · f4 negres cavall · a3 blanques peó · c3 blanques cavall · d3 negres torre · f3 blanques peó · h3 blanques peó · b2 blanques peó · c2 blanques dama · g2 blanques peó · h2 blanques rei · g1 blanques torre | c8 negres rei · b7 negres peó · c7 negres peó · f7 negres peó · g7 negres peó · h7 negres peó · e6 negres peó · b5 blanques peó · h5 negres dama · f4 negres cavall · a3 blanques peó · c3 blanques cavall · d3 negres torre · f3 blanques peó · h3 blanques peó · b2 blanques peó · c2 blanques dama · g2 blanques peó · h2 blanques rei · g1 blanques torre | 4 |
| 3 | c8 negres rei · b7 negres peó · c7 negres peó · f7 negres peó · g7 negres peó · h7 negres peó · e6 negres peó · b5 blanques peó · h5 negres dama · f4 negres cavall · a3 blanques peó · c3 blanques cavall · d3 negres torre · f3 blanques peó · h3 blanques peó · b2 blanques peó · c2 blanques dama · g2 blanques peó · h2 blanques rei · g1 blanques torre | c8 negres rei · b7 negres peó · c7 negres peó · f7 negres peó · g7 negres peó · h7 negres peó · e6 negres peó · b5 blanques peó · h5 negres dama · f4 negres cavall · a3 blanques peó · c3 blanques cavall · d3 negres torre · f3 blanques peó · h3 blanques peó · b2 blanques peó · c2 blanques dama · g2 blanques peó · h2 blanques rei · g1 blanques torre | c8 negres rei · b7 negres peó · c7 negres peó · f7 negres peó · g7 negres peó · h7 negres peó · e6 negres peó · b5 blanques peó · h5 negres dama · f4 negres cavall · a3 blanques peó · c3 blanques cavall · d3 negres torre · f3 blanques peó · h3 blanques peó · b2 blanques peó · c2 blanques dama · g2 blanques peó · h2 blanques rei · g1 blanques torre | c8 negres rei · b7 negres peó · c7 negres peó · f7 negres peó · g7 negres peó · h7 negres peó · e6 negres peó · b5 blanques peó · h5 negres dama · f4 negres cavall · a3 blanques peó · c3 blanques cavall · d3 negres torre · f3 blanques peó · h3 blanques peó · b2 blanques peó · c2 blanques dama · g2 blanques peó · h2 blanques rei · g1 blanques torre | c8 negres rei · b7 negres peó · c7 negres peó · f7 negres peó · g7 negres peó · h7 negres peó · e6 negres peó · b5 blanques peó · h5 negres dama · f4 negres cavall · a3 blanques peó · c3 blanques cavall · d3 negres torre · f3 blanques peó · h3 blanques peó · b2 blanques peó · c2 blanques dama · g2 blanques peó · h2 blanques rei · g1 blanques torre | c8 negres rei · b7 negres peó · c7 negres peó · f7 negres peó · g7 negres peó · h7 negres peó · e6 negres peó · b5 blanques peó · h5 negres dama · f4 negres cavall · a3 blanques peó · c3 blanques cavall · d3 negres torre · f3 blanques peó · h3 blanques peó · b2 blanques peó · c2 blanques dama · g2 blanques peó · h2 blanques rei · g1 blanques torre | c8 negres rei · b7 negres peó · c7 negres peó · f7 negres peó · g7 negres peó · h7 negres peó · e6 negres peó · b5 blanques peó · h5 negres dama · f4 negres cavall · a3 blanques peó · c3 blanques cavall · d3 negres torre · f3 blanques peó · h3 blanques peó · b2 blanques peó · c2 blanques dama · g2 blanques peó · h2 blanques rei · g1 blanques torre | c8 negres rei · b7 negres peó · c7 negres peó · f7 negres peó · g7 negres peó · h7 negres peó · e6 negres peó · b5 blanques peó · h5 negres dama · f4 negres cavall · a3 blanques peó · c3 blanques cavall · d3 negres torre · f3 blanques peó · h3 blanques peó · b2 blanques peó · c2 blanques dama · g2 blanques peó · h2 blanques rei · g1 blanques torre | 3 |
| 2 | c8 negres rei · b7 negres peó · c7 negres peó · f7 negres peó · g7 negres peó · h7 negres peó · e6 negres peó · b5 blanques peó · h5 negres dama · f4 negres cavall · a3 blanques peó · c3 blanques cavall · d3 negres torre · f3 blanques peó · h3 blanques peó · b2 blanques peó · c2 blanques dama · g2 blanques peó · h2 blanques rei · g1 blanques torre | c8 negres rei · b7 negres peó · c7 negres peó · f7 negres peó · g7 negres peó · h7 negres peó · e6 negres peó · b5 blanques peó · h5 negres dama · f4 negres cavall · a3 blanques peó · c3 blanques cavall · d3 negres torre · f3 blanques peó · h3 blanques peó · b2 blanques peó · c2 blanques dama · g2 blanques peó · h2 blanques rei · g1 blanques torre | c8 negres rei · b7 negres peó · c7 negres peó · f7 negres peó · g7 negres peó · h7 negres peó · e6 negres peó · b5 blanques peó · h5 negres dama · f4 negres cavall · a3 blanques peó · c3 blanques cavall · d3 negres torre · f3 blanques peó · h3 blanques peó · b2 blanques peó · c2 blanques dama · g2 blanques peó · h2 blanques rei · g1 blanques torre | c8 negres rei · b7 negres peó · c7 negres peó · f7 negres peó · g7 negres peó · h7 negres peó · e6 negres peó · b5 blanques peó · h5 negres dama · f4 negres cavall · a3 blanques peó · c3 blanques cavall · d3 negres torre · f3 blanques peó · h3 blanques peó · b2 blanques peó · c2 blanques dama · g2 blanques peó · h2 blanques rei · g1 blanques torre | c8 negres rei · b7 negres peó · c7 negres peó · f7 negres peó · g7 negres peó · h7 negres peó · e6 negres peó · b5 blanques peó · h5 negres dama · f4 negres cavall · a3 blanques peó · c3 blanques cavall · d3 negres torre · f3 blanques peó · h3 blanques peó · b2 blanques peó · c2 blanques dama · g2 blanques peó · h2 blanques rei · g1 blanques torre | c8 negres rei · b7 negres peó · c7 negres peó · f7 negres peó · g7 negres peó · h7 negres peó · e6 negres peó · b5 blanques peó · h5 negres dama · f4 negres cavall · a3 blanques peó · c3 blanques cavall · d3 negres torre · f3 blanques peó · h3 blanques peó · b2 blanques peó · c2 blanques dama · g2 blanques peó · h2 blanques rei · g1 blanques torre | c8 negres rei · b7 negres peó · c7 negres peó · f7 negres peó · g7 negres peó · h7 negres peó · e6 negres peó · b5 blanques peó · h5 negres dama · f4 negres cavall · a3 blanques peó · c3 blanques cavall · d3 negres torre · f3 blanques peó · h3 blanques peó · b2 blanques peó · c2 blanques dama · g2 blanques peó · h2 blanques rei · g1 blanques torre | c8 negres rei · b7 negres peó · c7 negres peó · f7 negres peó · g7 negres peó · h7 negres peó · e6 negres peó · b5 blanques peó · h5 negres dama · f4 negres cavall · a3 blanques peó · c3 blanques cavall · d3 negres torre · f3 blanques peó · h3 blanques peó · b2 blanques peó · c2 blanques dama · g2 blanques peó · h2 blanques rei · g1 blanques torre | 2 |
| 1 | c8 negres rei · b7 negres peó · c7 negres peó · f7 negres peó · g7 negres peó · h7 negres peó · e6 negres peó · b5 blanques peó · h5 negres dama · f4 negres cavall · a3 blanques peó · c3 blanques cavall · d3 negres torre · f3 blanques peó · h3 blanques peó · b2 blanques peó · c2 blanques dama · g2 blanques peó · h2 blanques rei · g1 blanques torre | c8 negres rei · b7 negres peó · c7 negres peó · f7 negres peó · g7 negres peó · h7 negres peó · e6 negres peó · b5 blanques peó · h5 negres dama · f4 negres cavall · a3 blanques peó · c3 blanques cavall · d3 negres torre · f3 blanques peó · h3 blanques peó · b2 blanques peó · c2 blanques dama · g2 blanques peó · h2 blanques rei · g1 blanques torre | c8 negres rei · b7 negres peó · c7 negres peó · f7 negres peó · g7 negres peó · h7 negres peó · e6 negres peó · b5 blanques peó · h5 negres dama · f4 negres cavall · a3 blanques peó · c3 blanques cavall · d3 negres torre · f3 blanques peó · h3 blanques peó · b2 blanques peó · c2 blanques dama · g2 blanques peó · h2 blanques rei · g1 blanques torre | c8 negres rei · b7 negres peó · c7 negres peó · f7 negres peó · g7 negres peó · h7 negres peó · e6 negres peó · b5 blanques peó · h5 negres dama · f4 negres cavall · a3 blanques peó · c3 blanques cavall · d3 negres torre · f3 blanques peó · h3 blanques peó · b2 blanques peó · c2 blanques dama · g2 blanques peó · h2 blanques rei · g1 blanques torre | c8 negres rei · b7 negres peó · c7 negres peó · f7 negres peó · g7 negres peó · h7 negres peó · e6 negres peó · b5 blanques peó · h5 negres dama · f4 negres cavall · a3 blanques peó · c3 blanques cavall · d3 negres torre · f3 blanques peó · h3 blanques peó · b2 blanques peó · c2 blanques dama · g2 blanques peó · h2 blanques rei · g1 blanques torre | c8 negres rei · b7 negres peó · c7 negres peó · f7 negres peó · g7 negres peó · h7 negres peó · e6 negres peó · b5 blanques peó · h5 negres dama · f4 negres cavall · a3 blanques peó · c3 blanques cavall · d3 negres torre · f3 blanques peó · h3 blanques peó · b2 blanques peó · c2 blanques dama · g2 blanques peó · h2 blanques rei · g1 blanques torre | c8 negres rei · b7 negres peó · c7 negres peó · f7 negres peó · g7 negres peó · h7 negres peó · e6 negres peó · b5 blanques peó · h5 negres dama · f4 negres cavall · a3 blanques peó · c3 blanques cavall · d3 negres torre · f3 blanques peó · h3 blanques peó · b2 blanques peó · c2 blanques dama · g2 blanques peó · h2 blanques rei · g1 blanques torre | c8 negres rei · b7 negres peó · c7 negres peó · f7 negres peó · g7 negres peó · h7 negres peó · e6 negres peó · b5 blanques peó · h5 negres dama · f4 negres cavall · a3 blanques peó · c3 blanques cavall · d3 negres torre · f3 blanques peó · h3 blanques peó · b2 blanques peó · c2 blanques dama · g2 blanques peó · h2 blanques rei · g1 blanques torre | 1 |
|   | a | b | c | d | e | f | g | h |   |

Yanofsky-Evans, U.S. Open, Corpus Christi 1947
1.e4 Cf6 2.e5 Cd5 3.d4 d6 4.Cf3 Ag4 5.h3 Axf3 6.Dxf3 dxe5 7.dxe5 e6 8.a3 Cc6 9.Ab5 Dd7 10.c4 Cde7 11.0-0 Dd4 12.Ag5 a6 13.Axe7? axb5 14.Axf8 Txf8 15.cxb5 Cxe5 16.De2 0-0-0 17.Cc3 Cg6 18.Tad1 De5 19.Dc2 Txd1 20.Txd1 Td8 21.Tc1 Cf4 22.Rh1 Dg5 23.Tg1? (23. f3) Dh5! 24.Rh2? Td3! 25.f3 (diagrama) 25...Txf3! 26.Td1? (26.Tc1 protegint la dama) 26...Cxh3!! Larry Parr va escriure, "Larry Evans recorda un torrent fent aquesta espectacular jugada que destrossa la posició. Aquesta victòria, va escriure en un recent correu electrònic, em va donar el meu primer tast de fama. Si podia guanyar aquell noi que havia guanyat en Botvínnik, potser algun dia també podria derrotar el mateix Botvínnik!'". 27.gxf3 Cf2+ 28.Rg3 Dh3+! 29.Rf4 Dh2+ 30.Re3 Cg4+! 0-1 Si 31.Rd3, Ce5+ guanya la dama blanca.
Al seu llibre Modern Chess Brilliances, Evans hi inclou quatre de les seves pròpies victòries:
- Evans vs. Berger, Amsterdam izt, 1964[21]
- Evans vs. Blackstone, Ier American Open, 1965[22]
- Evans vs. Zuckerman, 1967, Campionat dels Estats Units
- Koehler vs. Evans, 1968, U.S. National Open

## Llibres selectes
- What's the Best Move? (1995). ISBN 0-671-51159-9.
- The 10 Most Common Chess Mistakes  (1998). ISBN 1-58042-009-5.
- How Good Is Your Chess? (2004). ISBN 1-58042-126-1.
- New Ideas in Chess (1958). Pitman. ISBN 0-486-28305-4 (1984 Dover edition). Edició revisada el 2011, Cardoza Publishing, ISBN 978-1-5804-2274-1.
- Modern Chess Brilliancies (1970). Fireside Simon and Schuster. ISBN 0-671-22420-4.
- Modern Chess Openings (1965). 10a editió, revisada per Larry Evans, editada per Walter Korn. Pitman Publishing.
- Evans on Chess (1974). Cornerstone Library.
- This Crazy World of Chess (2007). Cardoza Publishing. ISBN 1-58042-218-7.